# Оливник темнолобий
Оли́вник темнолобий (Hypsipetes siquijorensis) — вид горобцеподібних птахів родини бюльбюлевих (Pycnonotidae). Ендемік Філіппін.

## Підвиди
Виділяють три підвиди:
- H. s. cinereiceps (Bourns & Worcester, 1894) — острови Таблас і Ромблон;
- H. s. monticola (Bourns & Worcester, 1894) — острів Себу;
- H. s. siquijorensis (Steere, 1890) — острів Сікіхор.

## Поширення і екологія
Темнолобі оливники живуть в рівнинних і гірських тропічних лісах.

## Збереження
МСОП класифікує цей вид як такий, що знаходиться під загрозою зникнення. За оцінками дослідників, популяція темнолобих оливників становить від 3500 до 15000 птахів. Їм загрожує знищення природного середовища.